# Phaser

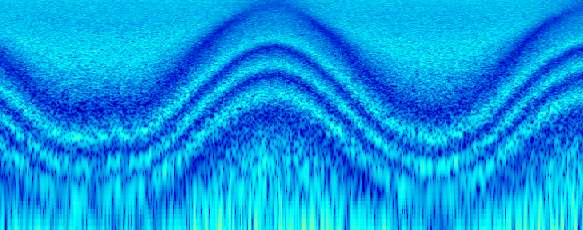
Espectrograma de un phaser de 8 etapas modulado por un seno LFO aplicado al ruido blanco.

Phaser es un procesamiento de audio que produce un efecto de sonido similar al flanger. La señal se dobla y luego se le aplica un cambio de fase a la copia, no un retraso de tiempo como en el flanger. Al sumarla con la señal original se produce un efecto phasing de modulación entre una señal y la otra. La diferencia principal con el flanger, es que las cancelaciones de fase de phaser son exponenciales (1, 2, 4, 8, 16, etc) y las del flanger no (1, 2, 3, 4, 5, etc).